# Move Forward Party
Move Forward Party (dansk: Gå Fremad-partiet) (thai: พรรคก้าวไกล, Phak Kao Klai) var et thailandsk progressivt socialistisk – i Thailand kaldt "progressivt liberalistisk" – politisk parti, de facto efterfølger til det opløste Future Forward Party.
Partiet blev opløst af Forfatningsdomstolen den 7. august 2024.
Ved det thailandske parlamentsvalg i 2023 fik partiet 151 pladser i Repræsentanternes Hus ud af 500. Forretningsmanden Pita Limjaroenrat, var partiets leder og premierministerkandidat. Partiet opnåede ikke at kunne danne regering og Pita blev ekskluderet fra parlamentet på grund af en aktiesag, hvorefter han trådte tilbage som partileder den 15. september. Den 23. september blev generalsekretær Chaithawat Tulathon valgt som ny leder.

## Historie

### Stiftelse og første periode i parlamentet
Move Forward Part blev stiftet den 1. maj 2014 med navnet Ruam Pattana Chart Thai Party.
I begyndelsen af 2020 blev partiet en de facto efterfølger til Future Forward Party, som var blevet opløst ved en kontroversiel forfatningsdomstolskendelse. 55 af Future Forwards 65 parlamentsmedlemmer (ledet af forretningsmanden Pita Limjaroenrat) besluttede at tilslutte sig Ruam Pattana Chart Thai Party. De lovede at fortsætte den progressive og anti-militærjunta dagsorden fra Future Forward. Partiets navn blev derefter ændret til Move Forward Party. Samtidig fik partiet et nyt logo, der ligner Future Forwards.

### Parlamentsvalget 2023
Ved det thailandske parlamentsvalg i 2023 vandt partiet overraskende 151 pladser i Repræsentanternes Hus ud af 500 og blev dermed det største parti. Partiets leder, Pita Limjaroenrat sammensatte en koalitionsregering bestående af Move Foward, det næststørste parti Pheu Thai med 141 pladser og yderligere seks liberale partier, hvorved det samlede mandattal kom op på 313. Pita Limjaroenrat blev nomineret som koalitionens premierministerkandidat, men vandt ikke i parlamentets første afstemningsrunde den 13. juli, hvor der krævedes et flertal på 375 stemmer ud af parlamentets 750 pladser, bestående af både 500 folkevalgte repræsentanter og 250 udpegede senatorer. Sidstnævnte blev udpeget af militæret efter statskuppet i 2014.

### Retssag 2024
Den 31. januar 2024 afsagde Forfatningsdomstolen en enstemmeig kendelse om, at Move Forward Party og dets tidligere leder Pita Limjaroenrat havde forsøgt at vælte kongehuset, ved at føre kampagne for at ændre majestætsfornærmelseloven – i Thailand oftest omtalt som artikel 112 – og beordrede partiet til, at indstille alle aktiviteter relateret til denne. Domstolen foretog dog ikke beslutning om, at det reformistiske parti skulle opløses, men kendelsen kan muligvis bane vej for efterfølgende juridiske bestræbelser på, at få partiet opløst.
Partileder Chaithawat Tulathon og tidligere partileder Pita Limjaroenrat, meddelte efter kendelsen, at partiet aldrig havde eller ikke har nogen fremtidig intention overhovedet om, at underminere monarkiet og hævdede, at Forfatningsdomstolens afgørelse ikke alene vil påvirke partiet, men også rettigheder, friheder og demokrati i Thailand.

### Partiopløsning 2024
Den 7. august 2024 opløste Forfatningsdomstolen Move Forward-partiet og konkluderede, at partiet var skyldigt i at bringe det konstitutionelle monarki og den nationale sikkerhed i fare. Retten tilbagekaldte også valgrettighederne for partiets 11 eksekutivkomité-medlemmer, som fungerede fra 25. marts 2021 til 31. januar 2024, og forbød dem at stifte eller deltage i nye politiske partier i de næste 10 år. Partiets resterende 142 parlamentsmedlemmer har 60 dage til at finde et nyt parti, ellers mister de deres parlamentsstatus.
Retten påpegede partiets forslag om, at ændre paragraf 112 i straffeloven – sektionen om majestætsfornærmelse – herunder, at partiet havde foreslået, at gøre tidligere straffede berettigede til benådning. Ifølge hoffet, formindskede sådanne forsøg den kongelige institutions værdi og viste intention om, at misbruge den kongelige institution til politisk vinding af stemmer ved parlamentsvalget, og tillige såre folks tro på institutionen.
Retten udtalte også, at udenlandske diplomater på ethvert niveau skal overholde international etikette, når de udtrykker meninger, da alle lande har deres egne love, forfatninger og regler. Udtalelsen så ud til at være en henvisning til et nyligt møde, hvor 18 Bangkok-baserede diplomater, hovedsageligt fra europæiske lande (herunder fra den danske ambassade i Bangkok), inviterede Move Forwards chefrådgiver Pita Limjaroenrat til at diskutere den kommende domstolsafgørelse og partiets forsvar.
Kun få timer efter, at Move Forward-partiet blev opløst af Forfatningsdomstolen, meddelte dets tidligere nøglemedlemmer, at de ville afsløre et nyt parti den 9. august, for at fortsætte deres politiske indsats.  Navnet på det ny parti blev People's Party med forkortelsen "PP" (dansk: Folkets Party eller Folkepartiet, thai udtale: Phak Prachachon med forkortelsen "ปชช", der kan oversættes som "folk".
Alle tilbageværende 143 parlamentsmedlemmer fra det opløste Move Forward Party tilsluttede sig Folkepartiet.

## Politik
Move Forward Party er et progressivt centrum-venstre politisk parti (i Thailand kaldt progressiv liberal). De er kendt for deres pro-demokratiske platform og deres mål om at fjerne militær indflydelse i thailandsk politik.
Nogle af partiets politikker omfatter legalisering af ægteskaber af samme køn, økonomisk lighed, sociale velfærdsprogrammer, decentralisering af regeringen, afskaffelse af militær værnepligt, søgen om en folkeafstemning om omskrivning af forfatningen og reform af monarkiet. Partiet vil tillige at ændre Thailands strenge love om majestætsfornærmelse. Desuden støtter det granskning af det kongelige budget.
Valgprogrammet i 2023 var:
- Hæve den daglige minimalløn til 450 baht (cirka 90 kroner med årlige revisioner.
- Forøge den månedlige ydelse for ældre til 3.000 baht (cirka 600 kroner) inden 2027.
- Reducere eludgifter og genforhandle strømkøbskontrakter med koncessionshavere.
- Gældslettelse for ældre landmænd, der kan betale halvdelen af deres gæld, hvor staten betaler resten.
- Faste takster for bus og bybane.
- Tilskud til boliglån og huslejebetalinger for begrænsede grupper.
- 10.000 baht (cirka 2.000 kroner) til begravelse.[a]
- Gratis Internet på 1 GB om måneden.
- Legaliser kasinoer og online væddemål, der drives af staten.[b]
- Ny forfatning (grundlov) og reform af de væbnede styrker (militæret).